# Favolaschia aulaxina
Favolaschia aulaxina är en svampart som först beskrevs av Jean François Montagne, och fick sitt nu gällande namn av Rolf Singer 1969. Favolaschia aulaxina ingår i släktet Favolaschia och familjen Mycenaceae.   Inga underarter finns listade i Catalogue of Life.